# Hysteropterum erratum
Hysteropterum erratum är en insektsart som beskrevs av Caldwell 1945. Hysteropterum erratum ingår i släktet Hysteropterum och familjen sköldstritar. Inga underarter finns listade i Catalogue of Life.